# Pointe-de-l'Église
Pointe-de-l'Église (Church Point) est un village canadien situé dans le comté de Digby, au sud-ouest de la Nouvelle-Écosse. Le village fait partie du district municipal de Clare.  L'église Sainte-Marie est la plus grande église en bois de l'Amérique du Nord.

## Géographie
Pointe-de-l'Église est situé sur la rive sud de la baie Sainte-Marie. Le village est limitrophe de Petit-Ruisseau au sud-ouest et de Grosses-Coques au nord-est.

## Histoire
Pointe-de-l'Église accueillit la IIIe Convention nationale acadienne en 1890. Les délégués demandèrent que le français soit la langue d'enseignement dans les écoles acadiennes de la Nouvelle-Écosse, mais que l'anglais soit quand même enseigné conjointement. La VIIIe convention nationale, en 1921, fut suivie d'un pèlerinage à Grand-Pré. Les délégués avaient demandé que les erreurs contenues dans les livres d'histoire du Canada concernant l'histoire acadienne soient rectifiées. Ils avaient aussi recommandé aux Acadiens de s'abonner aux journaux acadiens. Pointe-de-l'Église fut finalement l'hôte de la XIIIe convention nationale, en 1960. Les perspectives d'avenir pour les Acadiens y ont été examinées. La Société Nationale des Acadiens fut soumise à un examen critique afin d'évaluer son efficacité depuis sa réorganisation, la notion de patriotisme des Acadiens fut définie et les conditions d'avancement économique et culturel furent étudiées.

## Vivre à Pointe-de-l'Église

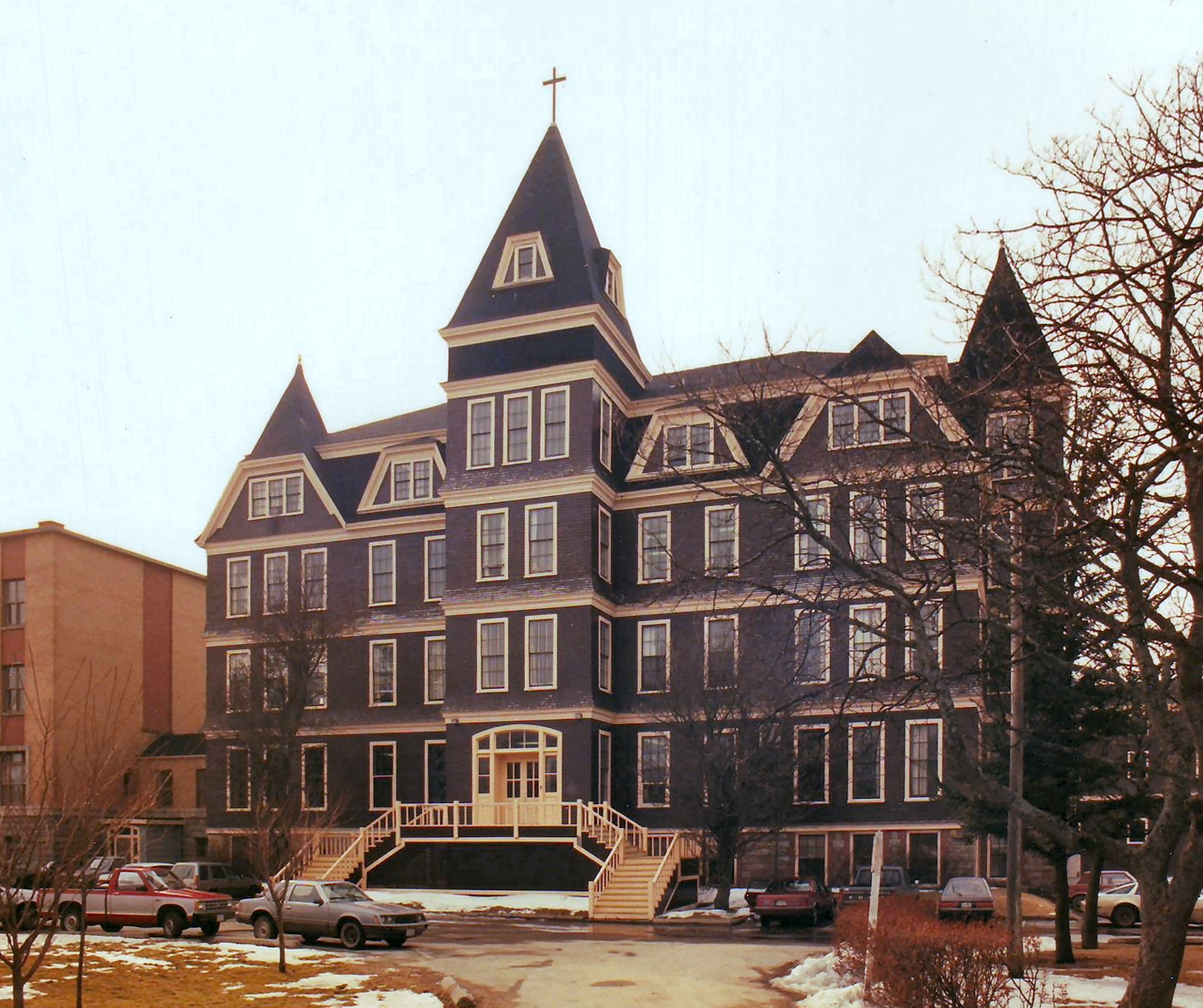
Pavillon principal de l'Université Sainte-Anne.

Pointe-de-l'Église est le siège du campus principal de l'Université Sainte-Anne.

## Culture

### Jumelages
- Pointe-à-l'Église (États-Unis)[1]